# West End (Hampshire)
Pour les articles homonymes, voir West End (homonymie).
West End est une paroisse civile et un village du Hampshire, en Angleterre.